# Прапор Ломмеля
Прапор Ломмеля був офіційно затверджений муніципальною радою 26 січня 1981 року як муніципальний прапор бельгійського муніципалітету Ломмель в провінції Лімбург. 9 липня 1981 року він був підтверджений Королівським указом і остаточно опублікований 3 жовтня 1981 року та знову 4 січня 1995 року в офіційній бельгійській офіційній газеті.

Офіційно прапор описується так: 
Блакитний з дубом на пухкій землі, у супроводі двох овець, які пасуться з обох боків, усі жовті.
Прапор повністю заснований на муніципальному гербі і тому виглядає абсолютно однаково.

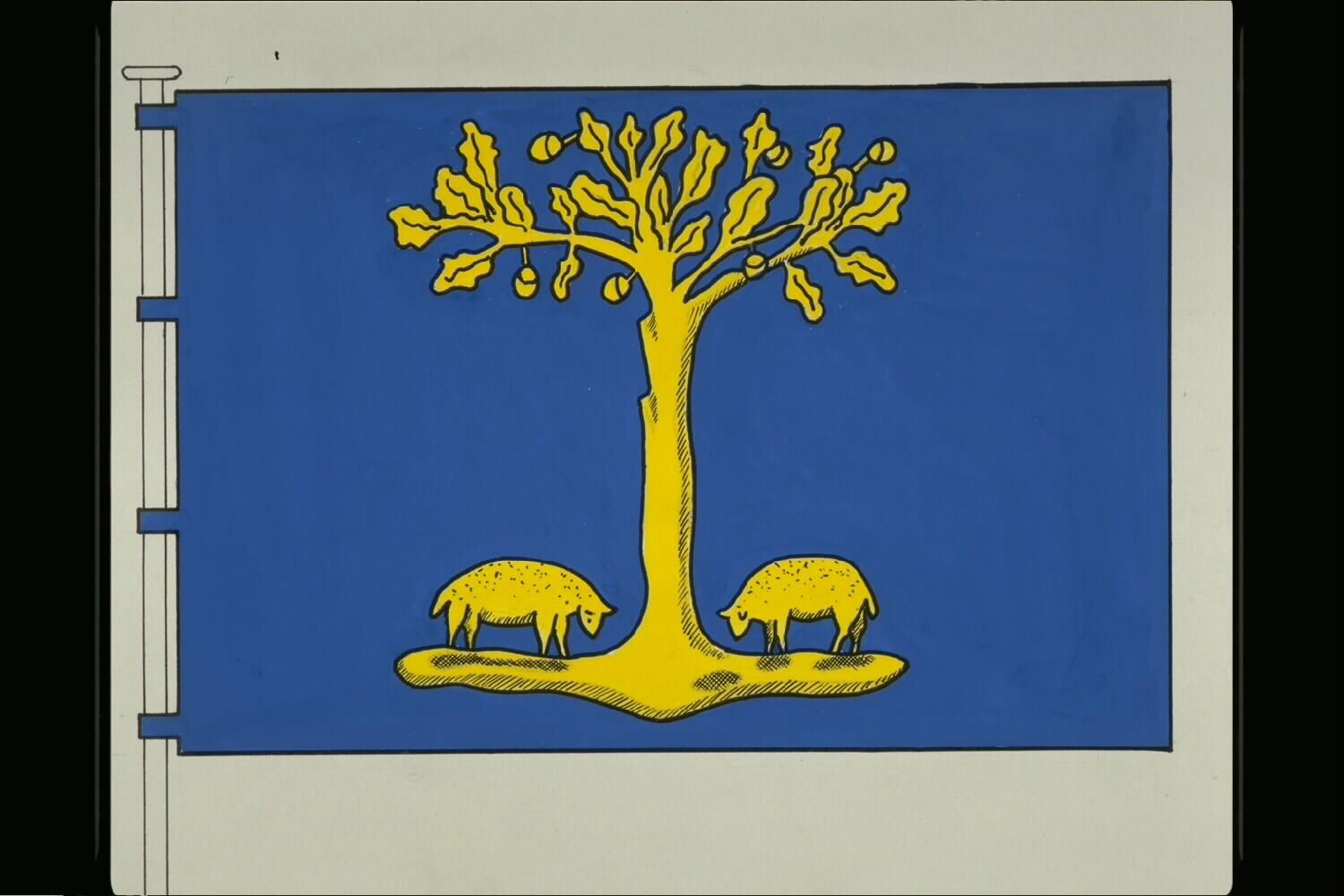
Офіційний малюнок прапора
Герб Ломмеля